# Holt (tanque)
O Holt foi um tanque médio com motor Gás-Eletrico dos Estados Unidos da América construído em parceria entra as empresas Holt Manufactuing Campany hoje Caterpillar Inc. e a GE. Foi o primeiro tanque a ser verdadeiramente construído nos Estados Unidos da América.
O protótipo começou a ser produzido em 1917 e foi finalizado em 1918. Ele usava uma suspensão modificada e alongada dos tratores Holt, com giro em incrementos, Havia dez rodas entre as esteiras de cada lado totalizando cinquenta rodas.
Somente protótipos foram construídos em 1918 e oitocentos foram ordenados.

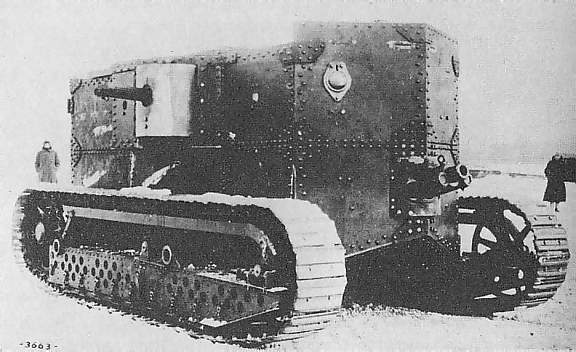
Protótipo do Holt Gás-Elétrico.